# Mikołaj Oleśnicki (protektor reformacji)
Mikołaj Oleśnicki herbu Dębno (zm. po 1 czerwca 1566 roku a przed 15 marca 1567 roku) – właściciel Pińczowa, protektor reformacji w Małopolsce, 
Uwieczniony na obrazie Jana Matejki pt. Rzeczpospolita Babińska.

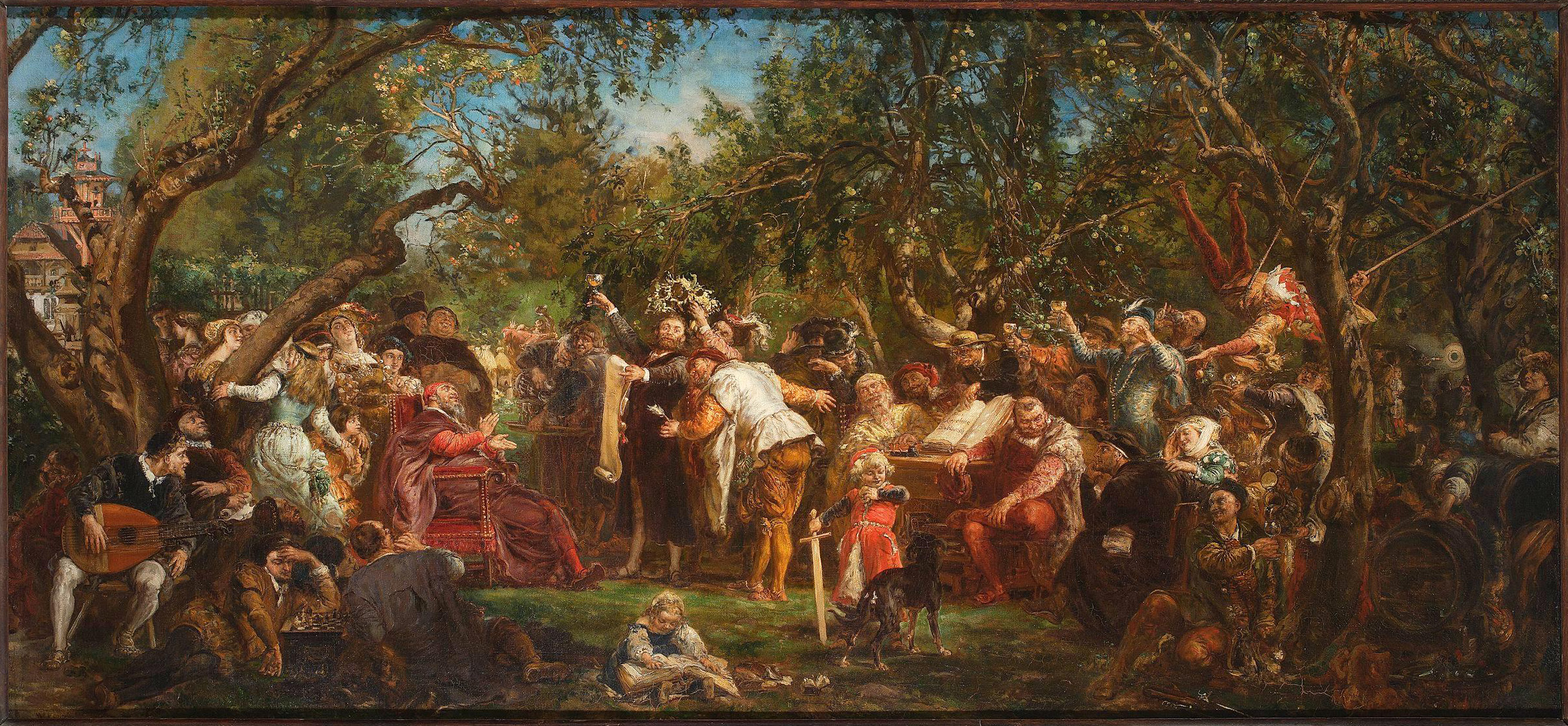
Jan Matejko Rzeczpospolita Babińska, 1881, Muzeum Narodowe w Warszawie, na obrazie Stanisław Pszonka w koronie ze słoneczników, arcybiskup gnieźnieński Mikołaj Dzierzgowski siedzi w fotelu, poeta i sekretarz królewski Andrzej Trzecieski z piórem w ręku obok Pszonki, wojewoda lubelski Piotr Firlej siedzi przy stoliku, Andrzej Frycz Modrzewski siedzi obok Firleja, Piotr Kaszowski w słomianym kapeluszu, Mikołaj Rej wsparty o stolik, ksiądz i pisarz Stanisław Orzechowski rozmawia z Rejem, jego żona Magdalena Chełmska huśta się obok, lutnista królewski Valentin Bakfark i lekarz-filozof Sebastian Petrycy siedzą na lewo pod drzewem, Jan Kochanowski z kronikarzem Marcinem Bielskim grają w szachy, heraldyk Bartosz Paprocki siedzi roześmiany za grającymi w szachy, ze wzniesionymi kielichami stoją magnaci: Jan Łaski, Mikołaj Oleśnicki i stolnik sandomierski Stanisław Lupa Podlodowski

## Życiorys
Brat Jana Oleśnickiego, stryj  Mikołaja Oleśnickiego. W 1546 roku przejął wraz z braćmi dobra pińczowskie. Poprzez żonę Zofię z domu Szafraniec dość wcześnie związał się z ruchem reformacyjnym. w 1550 roku wygnał z Pińczowa paulinów i kościół klasztorny (obecnie kościół pw. św. Jana) przeznaczył na świątynię protestancką. Sprowadził do Pińczowa Grzegorza Orszaka, który stworzył w mieście pierwszą szkołę ewangelicką. Mimo iż Pińczów za jego protektoratem stał się głównym ośrodkiem reformacji w Małopolsce, sam pozostał na uboczu wydarzeń w Kościele. Zmarł pomiędzy 1 czerwca 1566 a 15 marca 1567 r.
Poseł województwa sandomierskiego na sejm 1550 roku, sejm 1553 roku, 1556/1557 roku.